# باشگاه فوتبال ویونهوئه تاون
باشگاه فوتبال ویونهوئه تاون (به انگلیسی: Wivenhoe Town Football Club) یک باشگاه فوتبال در شهر ویونهوئه، کشور انگلستان است که در سال ۱۹۲۵ میلادی تأسیس شده است.